# 易宇洋
易宇洋（IEK U Ieong，1998年4月24日—），澳門男子羽毛球運動員。現就讀於澳門大學。

## 簡歷
易宇洋的父親易永階曾是羽毛球運動員，所以從小就受父親影響而喜歡打羽毛球。自8歲起學打羽毛球後，他從學界D組到A組都贏過冠軍，及至14歲時已打進全澳羽毛球公開賽前四名。
2014年9月，易宇洋代表中國澳門參加南韓仁川舉行的亞運會羽毛球比賽。